# هاتيم
هاتيم Hattem  هي مدينة وبلدية بمقاطعة خيلدرلند، هولندا.

## طوبوغرافيا
خريطة طوبوغرافية هولندية لبلدية هاتيم، يونيو 2015، (تقرأ بعد ثلاث نقرات على الخريطة).

## معرض صور

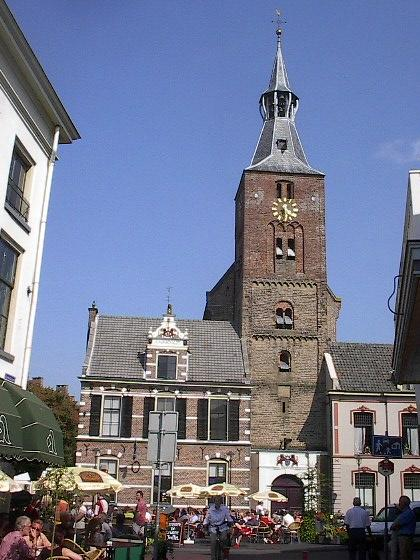
كنيسة هاتيم
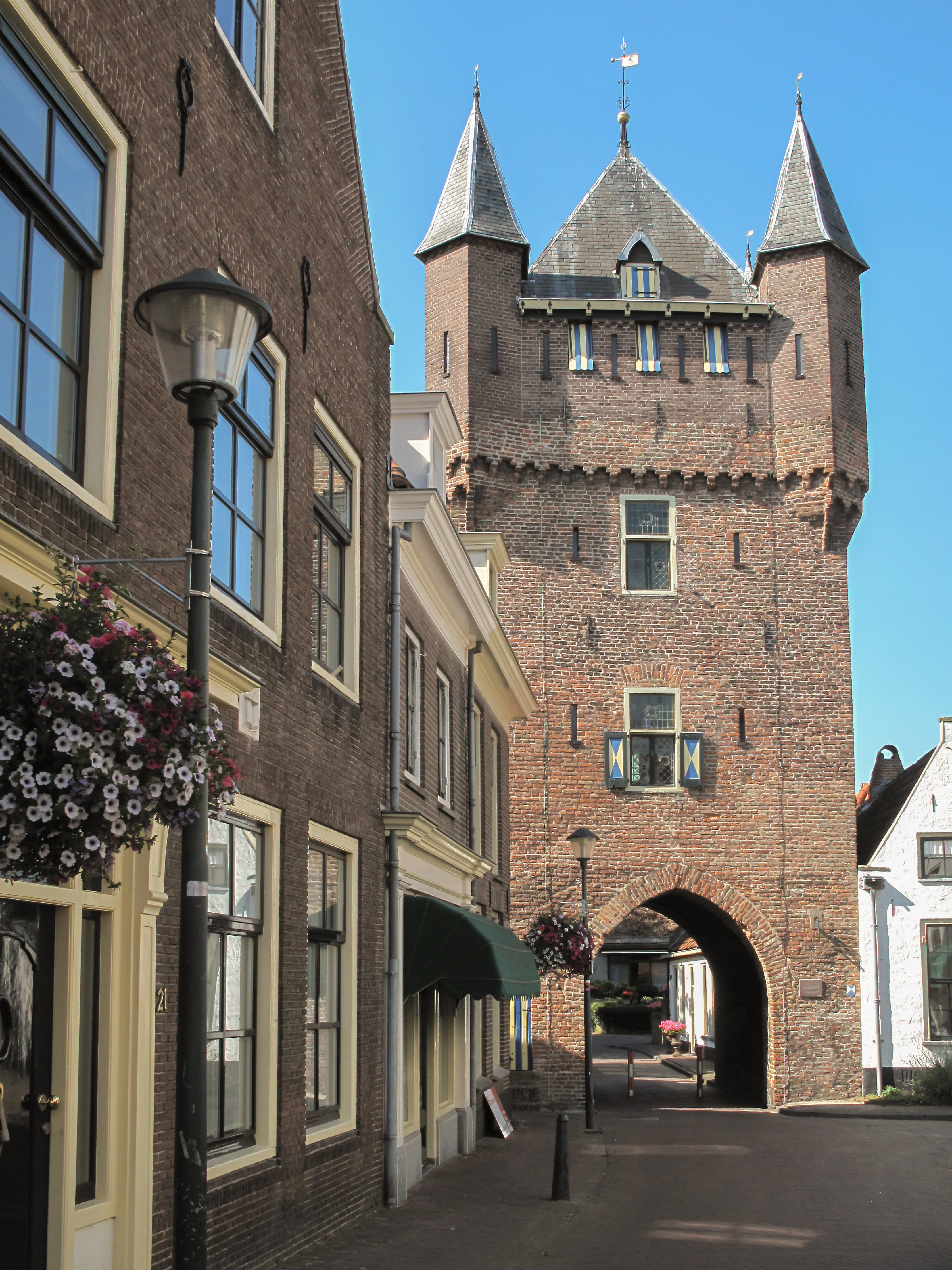
هاتيم، بوابة مدينة دي دايك بورت
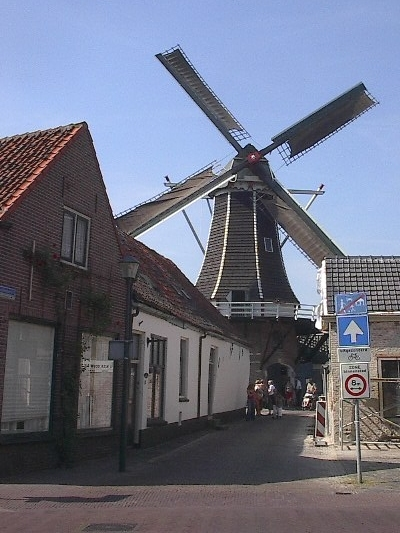
طاحونة هواء ي فورتاين
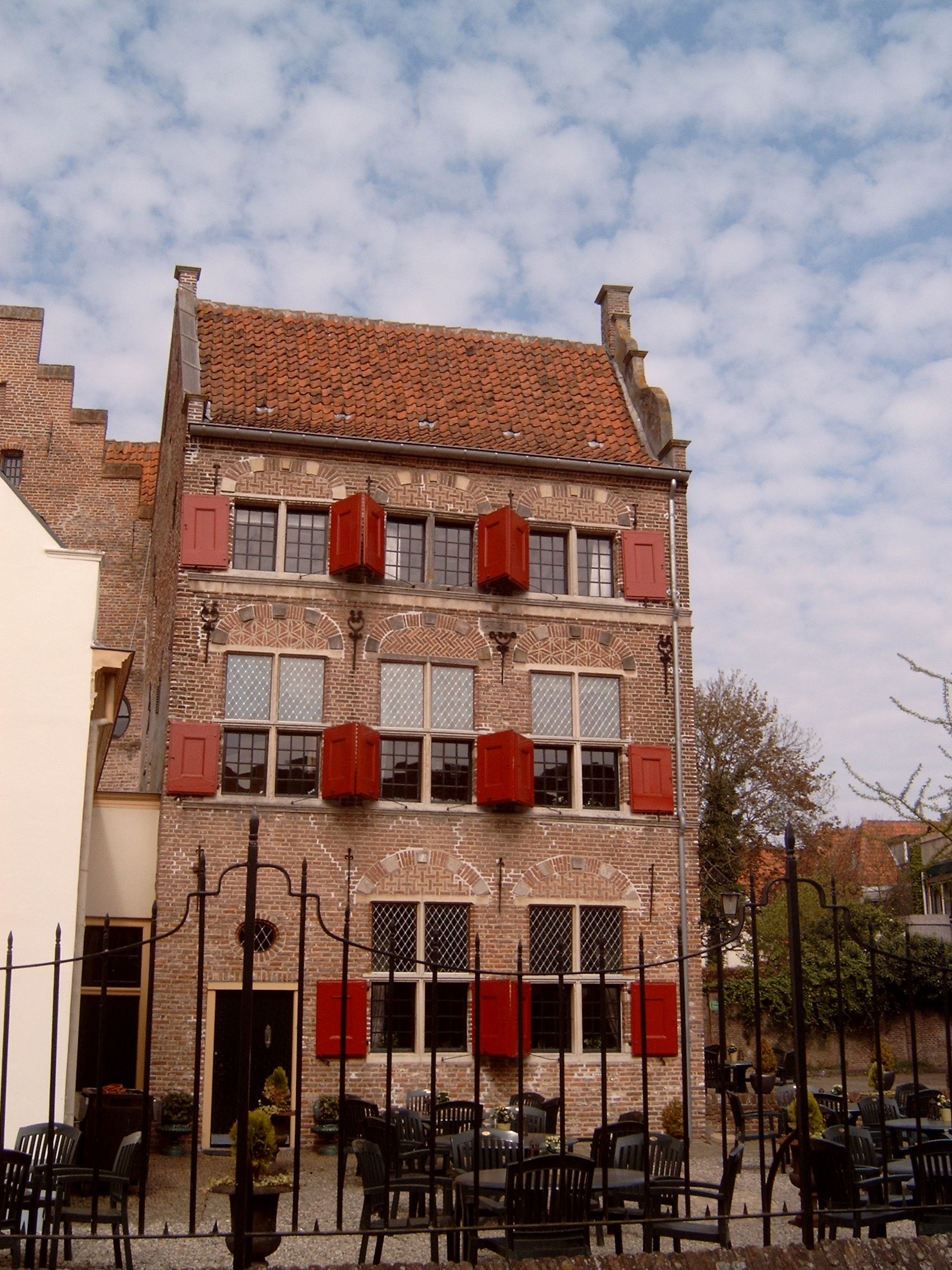
منزل هيرمان فيليم ديندال
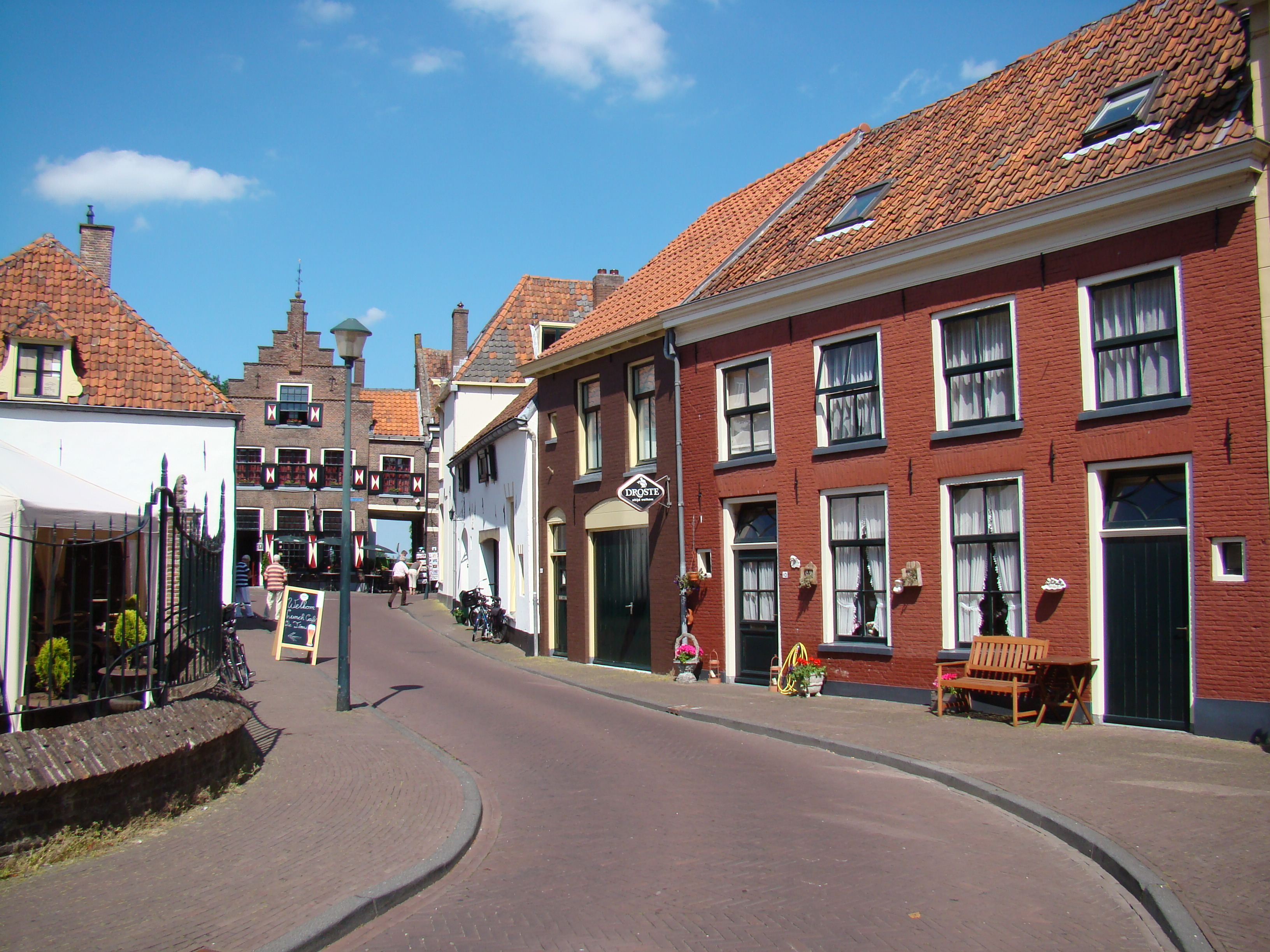
هيت فارمه لاند
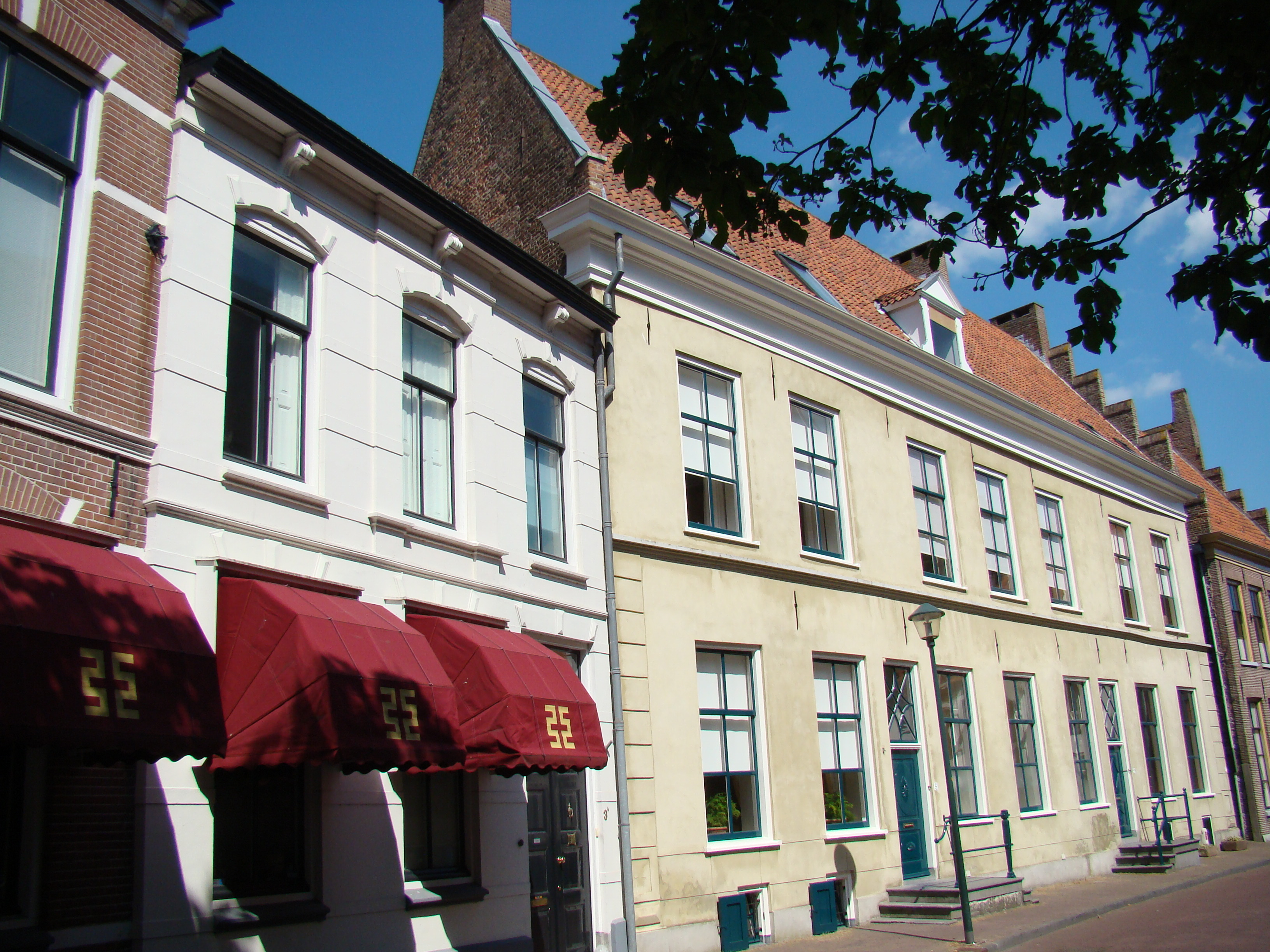
كيركهوف سترات
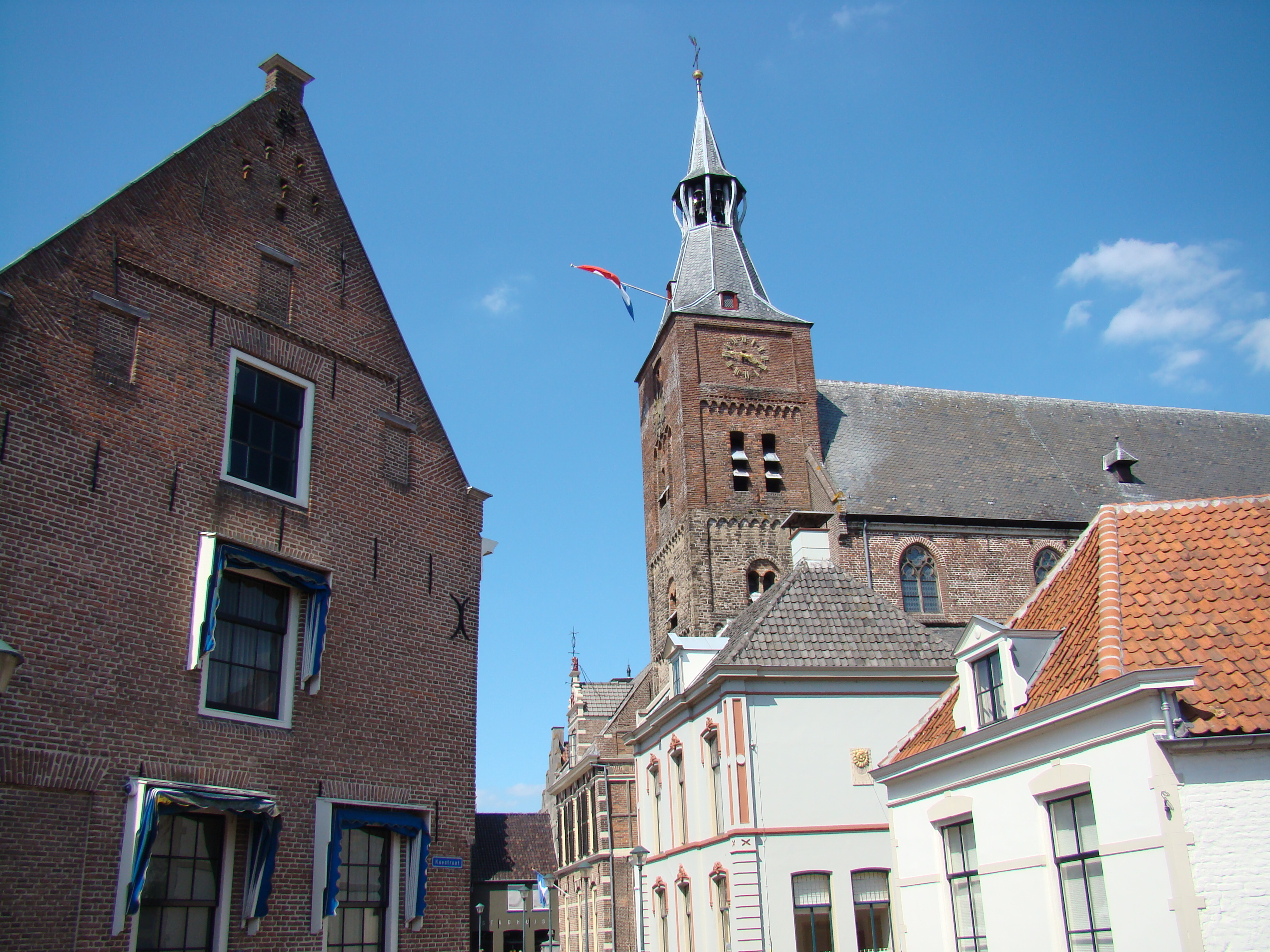
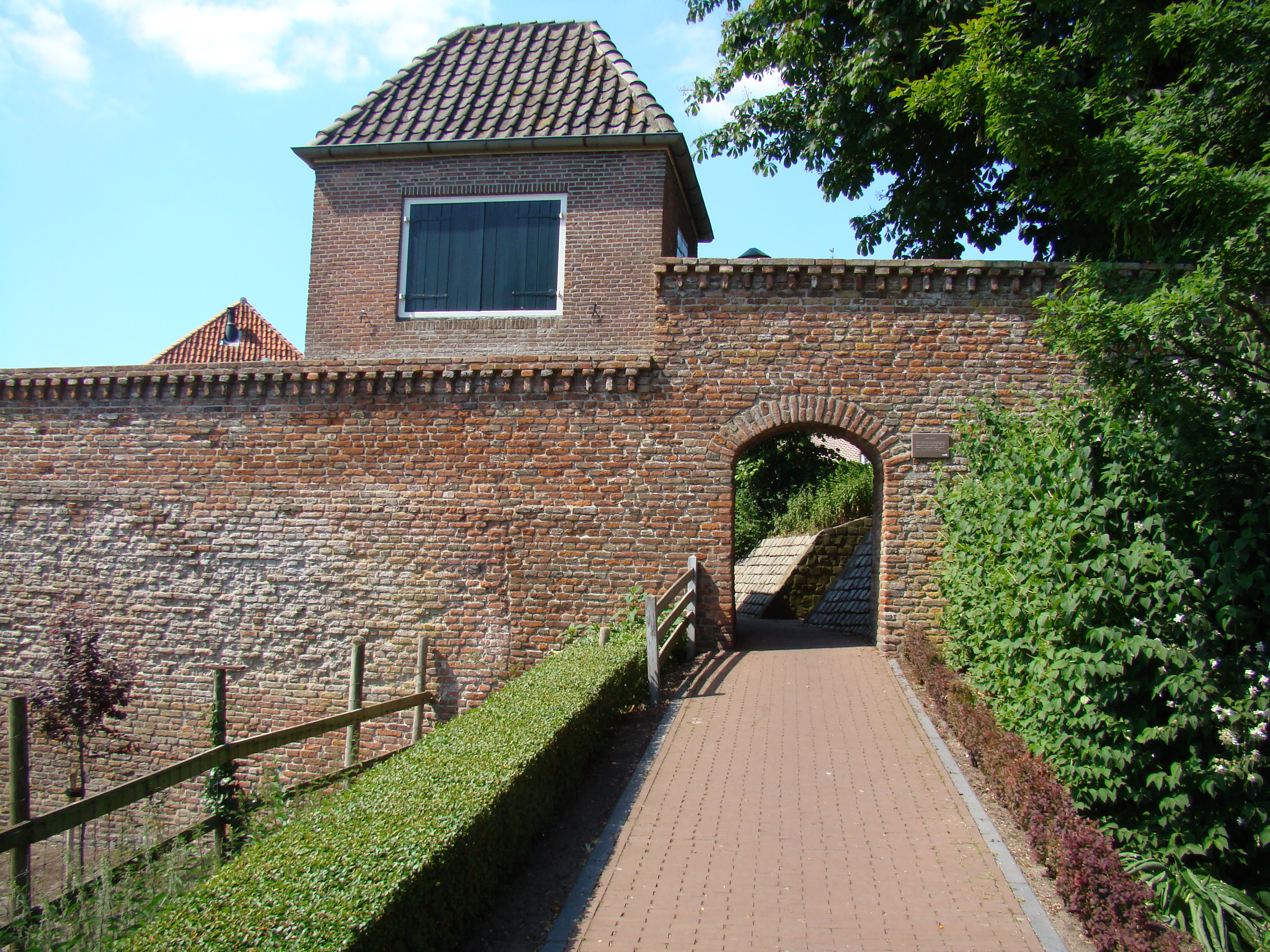
صالة مدينة بمستوى ديندالسبورتيه

## أعلام
- توماس فان ليوين